# كاس يانسون
كاس يانسون (بالهولندية: Cas Janssens)‏ (3 أغسطس 1944 بتلبرغ في هولندا - 4 يوليو 2024) هو لاعب كرة قدم هولندي في مركز الهجوم. لعب مع أولمبيك تشارلروا وإن إي سي نيميخن ونادي غرونينغن ونيم أولمبيك ونوكس ليه مينيس ‏ وتي أس في نواد ‏ ونادي  فاخينغين ‏.

## وصلات خارجية
- كاس يانسون على موقع قاعدة بيانات كرة القدم.إي يو (الإنجليزية)
- كاس يانسون على موقع عالم كرة القدم.نت (الإنجليزية)